# جزيرة فانكوفر
جزيرة فانكوفر هي جزيرة كبيرة في كولومبيا البريطانية التابعة لكندا ، واحدة من عدة مواقع في أمريكا الشمالية و التي تحمل اسم جورج فانكوفر، ضابط البحرية الملكية البريطانية الذي اكتشف ساحل شمال غرب المحيط الهادئ في أميركا الشمالية بين عامي 1791 و 1794.
هي أكبر جزيرة على الجانب الغربي لأميركا الشمالية ويبلغ ترتيبها 43 في العالم من حيث إحصائيات أكبر الجزر في العالم.
و هي صاحبة الترتيب 11 من حيث المساحة في كندا وثاني أكبر جزيرة من حيث عدد السكان بعد جزيرة مونتريال. و فيها العديد من البحيرات منها بحيرة أندرسن وبحيرة باترسون وبحيرة الزعرور وبحيرة بروستر و غيرها.

## عدد السكان
كان عدد السكان يبلغ 656312 حسب تعداد عام 2001 و قدرت إحصاءات كولومبيا البريطانية في عام 2008 أن عدد السكان يبلغ 740876. ما يقرب من نصف هؤلاء (331491) يعيشون في ولاية فيكتوريا الكبرى. المدن الرئيسية الأخرى في جزيرة فانكوفر وتشمل ننيمو، ميناء ألبيرني، باركسفيل، كورتناي ونهر كامبل.

## المصادر

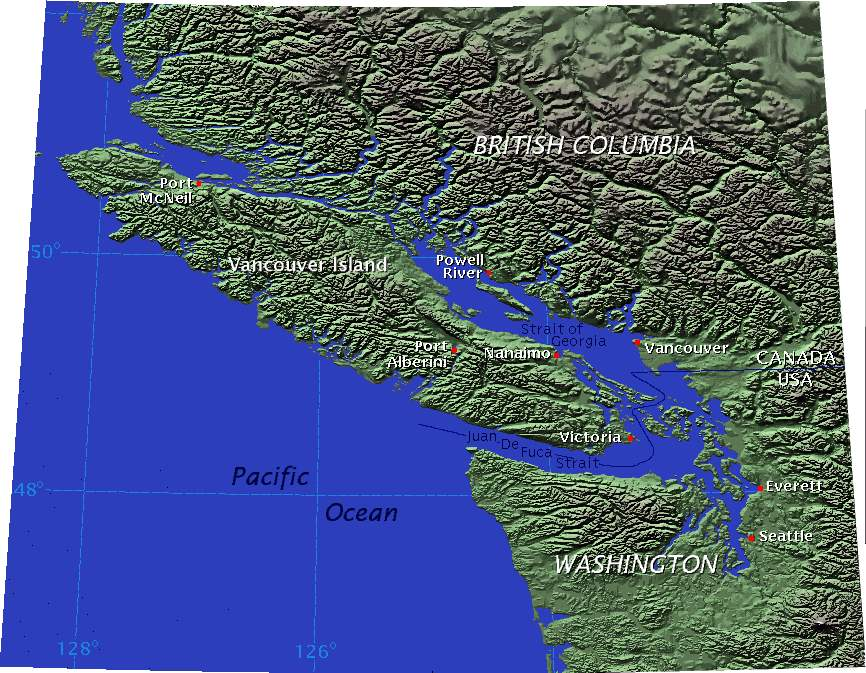
خريطة فانكوفر.

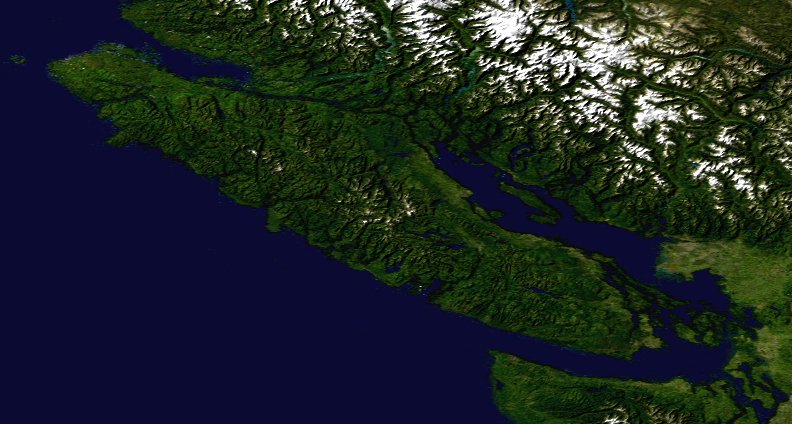
صورة من ناسا للجزيرة

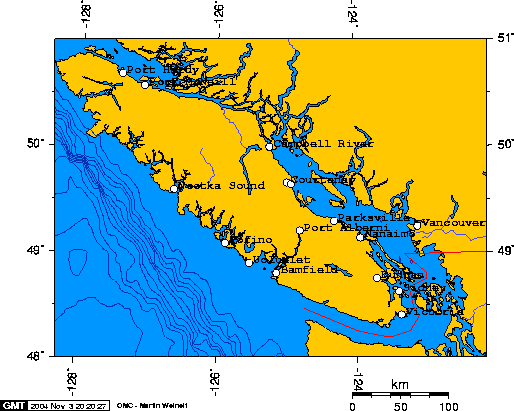
مدن جزيرة فانكوفر

## الملاحظات
1. ↑  Vancouver Island Population Figures 2008 [وصلة مكسورة] نسخة محفوظة 16 ديسمبر 2019 على موقع واي باك مشين.
2. ↑  BC stats, quoted at. "Invest British Columbia". مؤرشف من الأصل في 2007-08-22. اطلع عليه بتاريخ 2007-09-20.

## أعلام
- ستان فاركوهار
- إيميلي سانت جون مانديل
- باتريك ديويت
- باربرا وليامز

## وصلات خارجية
- المستعمرة الملكية في جزيرة فانكوفر
- قياس الظواهر الجغرافية في كولومبيا البريطانية
- وزارة النقل والمواصلات في الجزيرة

‌